# Executive Decision
Executive Decision (bra: Momento Crítico; prt: Decisão Crítica) é um filme de ação e suspense de 1996 dirigido por Stuart Baird. Foi lançado nos Estados Unidos em 15 de março de 1996 e arrecadou US$ 122 milhões contra um orçamento de US$ 55 milhões. O filme é estrelado por Kurt Russell, Steven Seagal, Halle Berry, Oliver Platt, David Suchet e John Leguizamo.

## Sinopse
Um grupo de terroristas islâmicos sequestra um avião 747 da Oceanic Airlines, voando de Atenas para Washington, D.C., e ameaçam explodi-lo caso o governo americano não liberte seu líder. Mas David Grant (Kurt Russell) um analista civil da inteligência norte americana, descobre que o plano real dos terroristas é derrubar o avião sobre o local de destino do vôo, liberando um gás neurotóxico (uma arma biológica de destruição em massa). Assim, um comando especial de elite do exército americano liderado pelo tenente-coronel Austin Travis (Steven Seagal) é preparado para abordar a aeronave enquanto ela ainda não estiver no espaço aéreo norte-americano na corrida contra o tempo para salvar os passageiros reféns e o país.

## Elenco
- Kurt Russell como Dr. David Grant, Inteligência do Exército dos EUA
- Steven Seagal como Tenente Coronel Austin Travis, Exército dos EUA
- Halle Berry como Jean, Comissária de Bordo
- John Leguizamo como Capitão Carlos 'Rat' Lopez, Exército dos EUA
- David Suchet como Naji Hassan, co-chefe da Organização Extremista
- Oliver Platt como Dennis Cahill, Engenheiro Aeronáutico
- Joe Morton como Sargento Campbell 'Cappy' Matheny, Exército dos EUA
- BD Wong como Sargento Louie Jung, Exército dos EUA
- Len Cariou como Secretário de Defesa Charles White
- Whip Hubley como Sargento Michael Baker, Exército dos EUA
- Andreas Katsulas como El-Sayed Jaffa, Chefe da Organização Extremista
- Mary Ellen Trainor como Allison
- Marla Maples como Nancy
- J. T. Walsh como Senador Jason Mavros
- Nicholas Pryor como Secretário de Estado Jack Douglas
- Ingo Neuhaus como 'Doc'
- Todd Jefferies como Collins
- Ilia Volok como Chechen Thug
- Robert Apisa como Jean-Paul Demou, terrorista adormecido e também um atirador de bombas
- Juan Fernandez como Bombardeiro de Londres
- Magdalene St. Michaels como Anfitriã de Londres (Jayne Walters)
- William James Jones como Catman
- Charles Hallahan como General Sarlow, Exército dos EUA
- Richard Riehle como Marechal da Companhia Aérea dos EUA George Edwards
- Ken Jenkins como General Wood
- Jay Tavare como Nabill
- Shaun Toub como Terrorista
- Christopher Maher como Terrorista
- Ray Baker como Piloto 747
- Michael Milhoan  como 747 Primeiro Oficial

## Produção
No primeiro dia em que trabalharam juntos no filme, Seagal aproximou-se de seus colegas de elenco dizendo que ele era o líder e todos deveriam obedecê-lo. Leguizamo começou a gargalhar e Seagal, irritado, deu uma cotovelada no ator.

## Recepção

### Resposta crítica
No Rotten Tomatoes, o filme tem uma taxa de aprovação de 65% com base em críticas de 40 críticos, com uma média de 6,02/10. O consenso do site afirma: "Executive Decision adere divertidamente à fórmula clássica de thriller de ação, provando que uma saída de gênero não precisa ganhar pontos para que a originalidade seja solidamente eficaz." No Metacritic o filme tem uma taxa de aprovação de 62 de 100, baseado em críticas de 20 críticos. O público pesquisado pelo CinemaScore deu ao filme uma nota média de "A-" em uma escala A+ para F.
Leonard Maltin chamou de "um thriller tenso e inventivo" que precisava de mais edição. Leonard Klady da Variety escreveu: "A lógica do filme pode ser um pouco rápida e solta, mas seu quociente de ação e excitação é de primeira linha." Roger Ebert classificou-o como 3 de 4 estrelas, chamando-o de "uma gloriosa bagunça de um filme" mas elogiou a reviravolta do primeiro ato de matar o personagem interpretado por Seagal, então uma grande estrela de Hollywood.

### Premiações
Halle Berry ganhou um Blockbuster Entertainment Award de Atriz Favorita - Aventura/Drama por sua atuação no filme em 1997.
Steven Seagal ganhou uma indicação ao Framboesa de Ouro de pior ator coadjuvante por sua atuação no filme, mas perdeu para Marlon Brando por The Island of Dr. Moreau.